# Sheitan
Sheitan ist ein französischer Horrorfilm von Kim Chapiron, der am 27. Januar 2006 auf dem Gérardmer Film Festival uraufgeführt wurde und nur wenige Tage später, am 1. Februar, in die französischen Kinos kam. Christian Chapiron, Vater des Regisseurs, verfasste hierfür das Drehbuch.

## Handlung
Eine junge Frau namens Eve lädt vier junge Leute, die sie kurz zuvor in einer Diskothek kennengelernt hatte, in das große, weit abgelegene und etwas ungepflegte Landhaus ihrer Eltern ein. Hausmeister Joseph, dauergrinsend und geistig zurückgeblieben, ist hier tonangebend und betätigt sich als begeisterter Entertainer für die Gruppe, die abgesehen von Eve aus Thaï, Ladj (sprich: Laatsch), Bart und Yasmine besteht. Aber sobald jemand Gewalt gegen Tiere ausübt, wird Joseph aufbrausend. Nachdem Eve ihren Gästen das Haus gezeigt hat, gibt es am Abend ein Festessen – es ist Weihnachten. Auffallend bei allen Aktivitäten ist Josephs Interesse an Bart. Josephs Frau nimmt nicht am Essen teil. Sie ist hochschwanger, die Geburt steht kurz bevor.
Im Laufe der folgenden Nacht entpuppt sich Hausmeister Joseph als psychopathischer (aber äußerst tierlieber) Choleriker, der wild auf seinen geistig behinderten Sohn einprügelt, weil dieser eine Ratte zusammen mit einigen lebendigen Heuschrecken in einen Sack gesperrt hatte. Thaï, Ladj und Bart werden in die Schlägerei hineingezogen, weil sie dem Sohn und später auch Eve, die wohl Josephs Tochter zu sein scheint, beistehen wollen. Entsetzt über die Gewalteskapaden verlassen sie bei der nächsten Gelegenheit das Grundstück und fahren heimwärts.
Bart kehrt noch einmal zum Haus zurück, denn er möchte Yasmine, die er verzweifelt winkend am Straßenrand stehen sah, nicht allein zurücklassen. Joseph schlägt ihn im Haus hinterrücks nieder und schneidet ihm mit einem extra dafür angefertigten spiralförmigen Messer die Augäpfel aus den Augenhöhlen und setzt sie einer Puppe ein, die seine Frau während ihrer Schwangerschaft für ihr sehnlichst erwartetes Kind aus defekten Puppenteilen anfertigte. Das Kind wird derweil Punkt Mitternacht als Sturzgeburt geboren. Joseph ist überglücklich über den neuen Familienzuwachs. Bart liegt mit stümperhaft vernähten Augenlidern in einem abgeschotteten Raum des Hauses. Seine Schmerzensschreie werden mit einem Apfel erstickt.
In einem Rückblick wird klar, wo Josephs hartnäckiges Interesse an Bart herrührte. Bart hatte bei der Ankunft einen Ziegenbock heftig in den Leib getreten und später eine Schlange auf ähnliche Weise traktiert. Joseph hatte beide Vorfälle beobachtet.

## Hintergrund
Das Filmprojekt nahm seinen Anfang im Kreis der 1995 gegründeten Künstlervereinigung Kourtrajmé, zu deren 135 Mitgliedern auch Vincent Cassel gehört. Laut JP's Box-Office wendete die Produktionsfirma „120 Films“ 5 Mio. Euro für die Produktion auf.
Monica Bellucci spielt eine kleine, stumme Nebenrolle. Im Fernseher des Tankwarts ist sie als Vampir zu sehen.
Der DJ in der Eingangsszene wird von Mouloud Achour gespielt, in Frankreich als DJ und MTV-Moderator bekannt. Auf seinem T-Shirt prangt das Logo der eingangs genannten Künstlervereinigung Kourtrajmé. Die Rapper Oxmo Puccino und Mokobé treten ebenfalls in kleineren Rollen in Erscheinung. Vincent Cassel berichtet in einem Interview, dass ihn die Figur des Josephs an die Grenzen seiner schauspielerischen Leistung brachte. Das betrifft insbesondere Josephs Wutanfälle. Sheitan ist das arabische Wort für „Teufel“.

## Kritik
Markus Klingbeil von filmfuchs.de bemerkt „den einen oder anderen erzählerischen Bruch in der Geschichte“, lobt aber das „ausgezeichnet ausgetüftelte Sound-Design, das der filmischen Geisterbahnfahrt eine sich steigernde gewalttätige Stimmung verleiht“. Sein Fazit: „Mit 'Sheitan' ist Regisseur Kim Chapiron ein fieses, kleines, abwechslungsreiches Langfilmdebüt gelungen in dem Vincent Cassel in seiner abgedrehtesten, teuflischsten Rolle seit 'Dobermann' agiert.“
Auf Filmtipps.at wird der Horrorstreifen als „psychosexuelle, leicht perverse und diabolisch lustige Backwood-Groteske“ eingeordnet.

„Psychothriller, ganz auf die Bösartigkeit der grandios gespielten Hauptfigur ausgerichtet. Dabei baut der Film, der kaum mit Gore-Effekten aufwartet, eine zunehmend beklemmende Atmosphäre auf und verdichtet sich zur galligen Auseinandersetzung mit jugendlicher Spaßkultur und Hedonismus.“